# Solveig Hoogesteijn
Solveig Hoogesteijn (* 3. August 1946 in Schweden) ist eine Filmregisseurin und Drehbuchautorin.
Sie wurde als Tochter eines Holländers und einer Deutschen in Schweden geboren. 1947 wanderten sie und ihre Familie nach Venezuela aus. Von 1971 bis 1976 studierte sie Film an der Hochschule für Fernsehen und Film München. Später folgte an der Zentralen Universität von Venezuela ein Studium der Kunst und Literatur.
Der Großteil ihrer Filme, deren Drehbücher sie selbst verfasst, ist in Venezuela und in spanischer Sprache entstanden, einige in Koproduktion mit anderen Ländern (vor allem Deutschland und Spanien). Während sie zunächst vor allem Dokumentarfilme und auf Filme fürs Fernsehen realisierte, konzentrierte sie ihr Schaffen ab Mitte der 1970er Jahre auf Spielfilme. Ihr Spielfilmdebüt hatte sie mit dem auf einer Erzählung von Gabriel García Márquez basierenden Film Das Meer der verlorenen Zeit (1977), der vier Jahre nach seiner Veröffentlichung (1981) einen Preis auf dem Internationalen Festival des Neuen Lateinamerikanischen Films in Havanna. In deutscher Produktion erschien 1981 ihr Deutschland kann manchmal sehr schön sein.
In Macú, die Frau des Polizisten aus dem Jahr 1987 geht es um eine Elfjährige, die einen 30 Jahre älteren Polizisten heiratet. Als sie sich in einen jungen Mann verliebt, entführt der Ehemann diesen.
Im 2005 erstmals veröffentlichten Filmdrama Maroa geht es um eine elfjähriges, in Armut lebendes Mädchen aus Caracas, das eine Leidenschaft für Musik entwickelt und so ein neues Leben beginnt. Die Idee zu diesem Film kam Hoogesteijn, als sie ein Kinderheim in Caracas besuchte. Dieser Film war Venezuelas Einsendung auf eine Nominierung als „bester fremdsprachiger Film“ bei der Oscarverleihung 2007.

## Filmografie
- 1977: Das Meer der verlorenen Zeit (El mar del tiempo perdido)
- 1980: Manoa
- 1981: Deutschland kann manchmal sehr schön sein
- 1987: Macú, die Frau des Polizisten (Macu, la mujer del policía)
- 1994: Santera
- 2005: Maroa